# Glodzhevo
Glodzhevo (en búlgaro: Глоджево) es una ciudad de Bulgaria en la provincia de Ruse.

## Geografía
Se encuentra a una altitud de 222 m s. n. m. a 354 km de la capital nacional, Sofía.

## Demografía
Según estimación 2012 contaba con una población de 3 496 habitantes.
|         | 2004  | 2005  | 2006  | 2007  | 2008  | 2009  | 2010  | 2011  |
| Mujeres | 1 949 | 1 926 | 1 913 | 1 883 | 1 864 | 1 853 | 1 823 | 1 744 |
| Varones | 1 905 | 1 889 | 1 884 | 1 860 | 1 843 | 1 806 | 1 773 | 1 720 |
| Total   | 3 854 | 3 815 | 3 797 | 3 743 | 3 707 | 3 659 | 3 596 | 3464  |